# Brunehaut Bio
Brunehaut Bio is een Belgisch biologisch bier van hoge gisting.
Het bier wordt gebrouwen in Brasserie de Brunehaut te Rongy. Vanaf 2002 brouwt Brasserie de Brunehaut hun eerste biobier namelijk Brunehaut Bio Blanche. Sinds 2009 zijn er nog twee biologische bieren in het gamma bij gekomen. Behalve Brunehaut Bio Blanche zijn alle bieren vanaf 2013 enkel in glutenvrije versie verkrijgbaar.

## Varianten
- Brunehaut Bio Amber, amberkleurig glutenvrij bier met een alcoholpercentage van 6,5%
- Brunehaut Bio Blonde, blond glutenvrij bier met een alcoholpercentage van 6,5%
- Brunehaut Bio Triple, blond glutenvrij bier met een alcoholpercentage van 7,5%
- Brunehaut Bio Blanche, stroblond witbier met een alcoholpercentage van 5%

## Prijzen
- World Beer Championship 2009 - zilveren medaille voor Brunehaut Bio Blanche
- US Open Beer Championships 2011 - gouden medaille voor Brunehaut Bio Amber en zilveren medaille voor Brunehaut Bio Blonde[1]
- BIRA Awards 2011 (Beer International Recognition Awards) - gouden medaille voor Brunehaut Bio Blonde[2]
- European Beer Star 2013 - bronzen medaille in de categorie Belgian-style Tripel voor Brunehaut Bio Triple